# Криваві гроші
«Криваві гроші» (англ. Blood Money) — стрічка 2017 року про друзів, які знайшли сумки з грошима й тепер мають перехитрити злочинця, який шукає їх.

## Сюжет
Троє друзів Лінн, Джефф і Віктор вирушають на озеро, щоб провести вихідні разом. Вранці дівчина у воді помічає гроші, а потім знаходить сумки наповнені купюрами. Джефф і Віктор сперечаються, щодо подальшої долі сумок. Віктор не хоче зв'язуватись з цим і йде. Джефф і Лінн прив'язують сумки до дна човна, але дорогою втрачають одну з них. Дівчина розуміє, що без Віктора вони не виберуться та телефонує йому.
У лісі Віктор зустрічає Міллера, якого він бачив днем раніше. Через відмову в цигарках Міллер починає переслідувати Віктора. Телефон нового знайомого потрапляє до Міллера, він розуміє в кого усі гроші. Викравши машину рейнджера, двоє приїжджають на зустріч з Лінн і Джеффом. Скориставшись колотнечею троє друзів втікають з грошима. Певний час Міллер переслідував їх, проте потім втратив слід. Намагаючись допомогти пройти через вузький лаз, Лінн випадково душить Джеффа. Вона вилазить одна з грошима, які ховає. Її наздоганяє Міллер, але отримує кулю від Віктора. Лінн стріляє у свого рятівника.

## У ролях
| Актор             | Роль     |
| ----------------- | -------- |
| Джон К'юсак       | Міллер   |
| Еллар Колтрейн    | Віктор   |
| Вілла Фіцджеральд | Лінн     |
| Джейкоб Артіст    | Джефф    |
| Нед Белламі       | рейнджер |

## Створення фільму

### Виробництво
Знімання фільму відбувалося в Теннессі, Вашингтоні, Джорджія, США.

### Знімальна група
- Кінорежисер — Лакі Мак-Кі
- Сценаристи — Джаред Батлер, Ларс Норберг
- Кінопродюсери — Девід Б'юлов, Девід Тіш, Лі Нельсон
- Композитор — Метт Гейтс
- Кінооператор — Алекс Вендлер
- Кіномонтаж — Зак Пассеро
- Художник-постановник — Марк Гофелінг
- Артдиректор — Марк Діллон
- Підбір акторів — Келлі Рой[1]

## Сприйняття
Фільм отримав негативні відгуки. На сайті Rotten Tomatoes оцінка стрічки становить 50 % на основі 8 відгуків від критиків (середня оцінка 3,6/10) і 15 % від глядачів із середньою оцінкою 1,9/5 (82 голоси). Фільму зарахований «гнилий помідор» від кінокритиків та «розсипаний попкорн» від глядачів, Internet Movie Database — 4,5/10 (1 372 голоси), Metacritic — 42/100 (6 відгуків критиків) і 3,0/10 (5 відгуків від глядачів).